# Friedrich Avé-Lallemant
Georg Friedrich Ludwig Avé-Lallemant (* 27. Juli 1807 in Lübeck; † 26. Dezember 1876 ebenda) war ein deutscher evangelisch-lutherischer Geistlicher und Bibliothekar.

## Leben
Avé-Lallemant war ein Sohn des Musikpädagogen und Sprachlehrers Johann Heinrich Jacob Dionysius Avé-Lallemant (1776–1852) und dessen Ehefrau Friederike Marie Canier (1783–1857), Hugenottin und Nachfahrin des Admirals Gaspard II. de Coligny, seigneur de Châtillon (1519–1572). Das Paar hatte 10 Kinder, 6 Söhne und 4 Töchter. Sein Onkel war der Pianist und Domorganist Friedrich Avé-Lallemant (1774–1853), der bereits mit Louis Ferdinand von Preußen musiziert hatte. Der Arzt und Südamerikaforscher Robert Christian Avé-Lallemant (1812–1884), der Kriminalist und Schriftsteller Friedrich Christian Benedikt Avé-Lallemant (1809–1892) sowie der Musiklehrer und Musikschriftsteller Theodor Avé-Lallemant (1806–1890) waren seine Brüder.
Er besuchte das Katharineum zu Lübeck und wurde parallel dazu mit seinen Geschwistern von seinem Vater musikalisch unterrichtet. Nach seinem Schulabschluss zu Michaelis 1829 studierte er Evangelische Theologie, zunächst drei Jahre an der Universität Jena. In Jena wurde er Mitglied der Burschenschaft Arminia und der Sängerschaft zu St. Pauli Jena. Anschließend studierte er noch anderthalb Jahre an der Universität Berlin. Hier fand er Zugang zum Kreis um Wilhelm von Humboldt. Nach seinem Examen war er zunächst wie fast alle angehenden evangelischen Geistlichen seiner Zeit als Hauslehrer tätig, und zwar in der Familie eines Majors von Egloffstein in Sachsen und Potsdam. In Sachsen lernte er Andreas Gottlob Rudelbach kennen.
1837 ging er nach Lübeck und wurde Lehrer an der Töchterschule Ernestinenschule. Wohl durch Vermittlung seines Bruders Robert, der seit 1837 in Rio de Janeiro lebte, erhielt er am 15. März 1843 die Berufung zum Prediger der deutschen lutherischen Gemeinde in Rio; für diesen Dienst wurde er durch Bischof Daniel Amadeus Neander in Berlin zum Pastor ordiniert. In seine Amtszeit fiel der Bau der ersten Kirche der Gemeinde; neben Rio betreute er auch die Gemeinde in Petrópolis in deren Anfangsjahren. Er galt als Pfarrer mit positiver, ernster Ausstrahlung, sein unfreundlicher Eigensinn führte aber zu Spannungen, so dass er 1848 seinen Rücktritt erklärte.
1849 kehrte er nach Lübeck zurück. Von 1850 bis 1857 leitete er hier ein Knabenpensionat. Auf seine Bitte hin wurde er in den mecklenburgischen Kirchendienst übernommen und am 22. Februar 1857 zum Pastor in Warnemünde gewählt. Seit 1865 war er Mitglied des Vereins für mecklenburgische Geschichte und Altertumskunde.
Ostern 1869 schied er aus dem Amt und ging wieder nach Lübeck. In seinen letzten Lebensjahren war er als bibliothekarischer Hülfsarbeiter an der Stadtbibliothek tätig und vor allem mit Katalogisierungsarbeiten betraut.
Er war seit dem 29. Juni 1843 verheiratet mit Caroline, geb. Drenckhahn (* 26. August 1821 in Penzin), einer Tochter des Pensionarius Friedrich Bernhard Drenckhahn auf Penzin und Nichte des Landdrosten Christian Friedrich Anton Drenckhahn. Zu den Söhnen des Paares zählten Julius (* 1849), Theodor (* 1852) und Moritz (* 1860).

## Auszeichnungen
- Christusorden (Brasilien), Ritterkreuz 1846

## Werke
- Erinnerungen an Brasilien. Lübeck: in Commission der von Rodenschen Buchhandlung 1854
- Weg zum Frieden. Predigt, am 22. Trin. den 20. Novbr. 1859 über die evangel. Perikope gehalten. Rostock 1860
- Das Gesangbuch: Warnemünder Geschichte. Ludwigslust: Hinstorff 1864 (Digitalisat, Universitätsbibliothek Rostock). 2. Aufl.: Warnemünde: E. Krakow 1928.